# Bâoli d'Adalaj
 (avril 2019).
Si vous disposez d'ouvrages ou d'articles de référence ou si vous connaissez des sites web de qualité traitant du thème abordé ici, merci de compléter l'article en donnant les références utiles à sa vérifiabilité et en les liant à la section « Notes et références ».
Le bâoli d'Adalaj (en anglais : Adalaj Stepwell, en gujarati : અડાલજની વાવ, en hindi : अडालज बावड़ी ou अडालज बावली et en marathi : अडालज बारव) est un puits à degrés (bâoli) situé dans la ville d'Adalaj, dans le Gujarat, en Inde.
Construit en 1499 par Mahmud Begada, c'est un exemple de mélange entre l'architecture indienne et islamique.

## Galerie

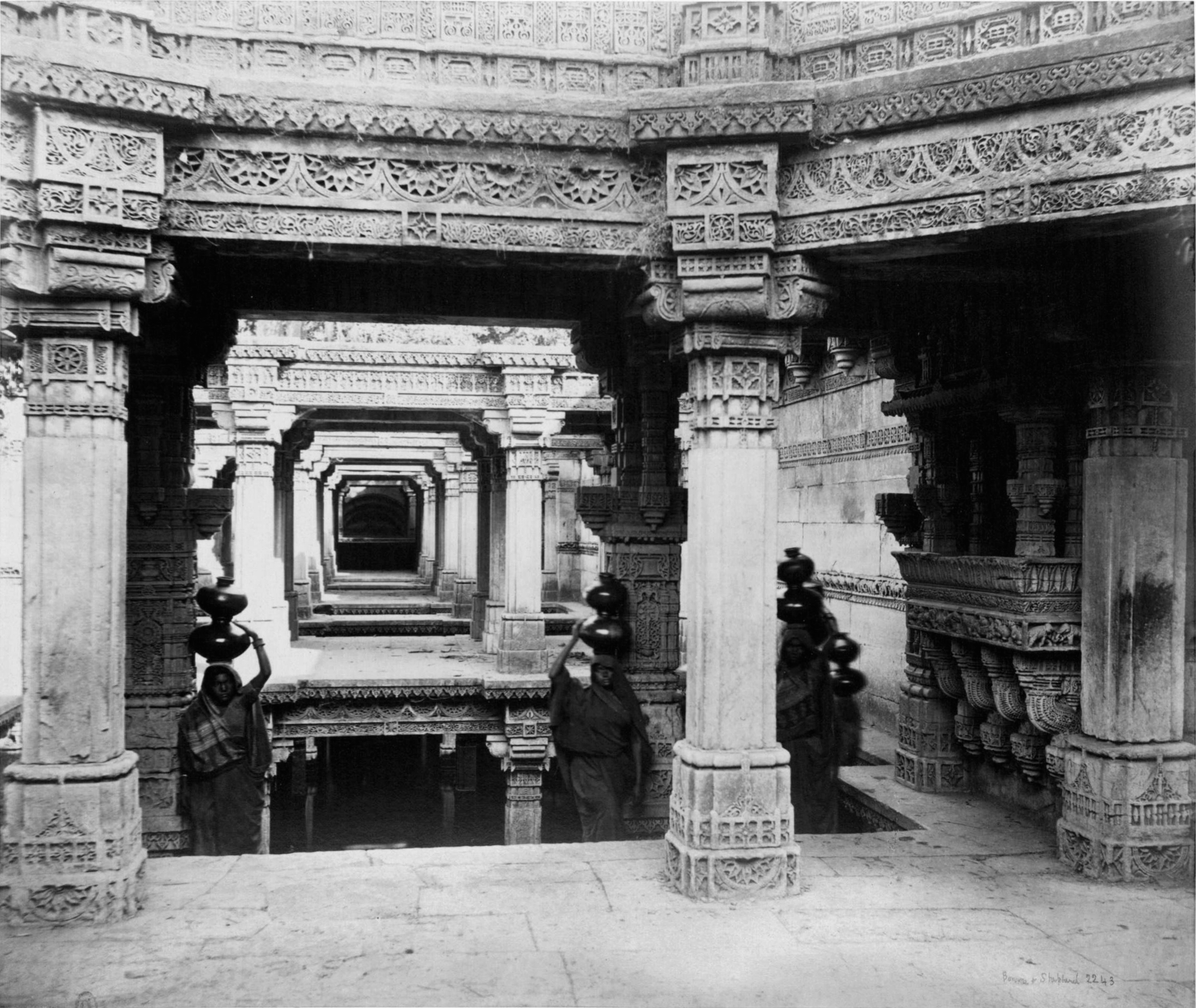
Femmes rapportant de l'eau vers 1875
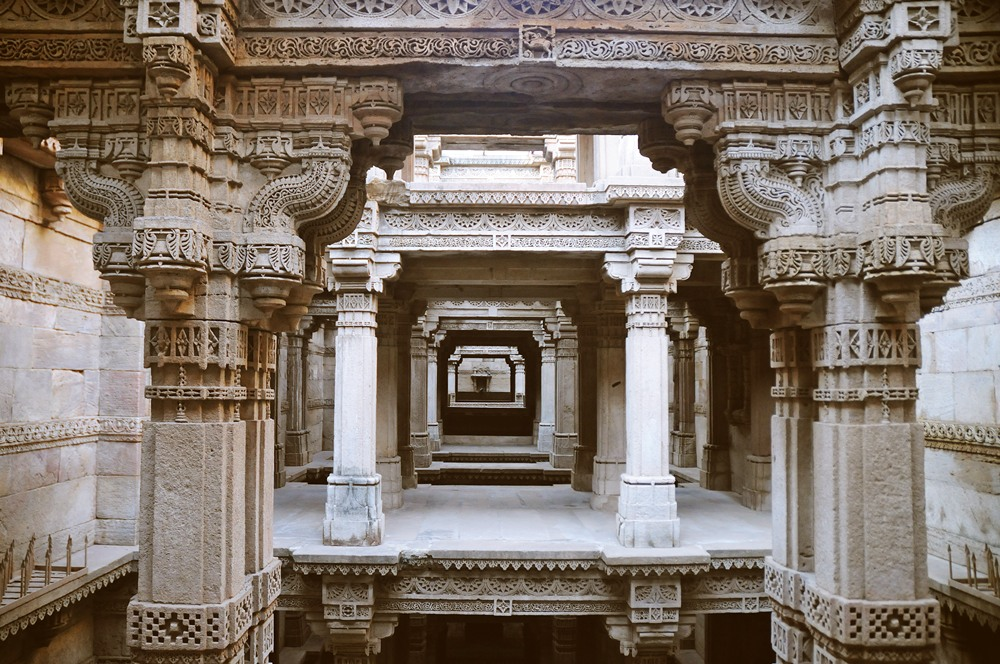
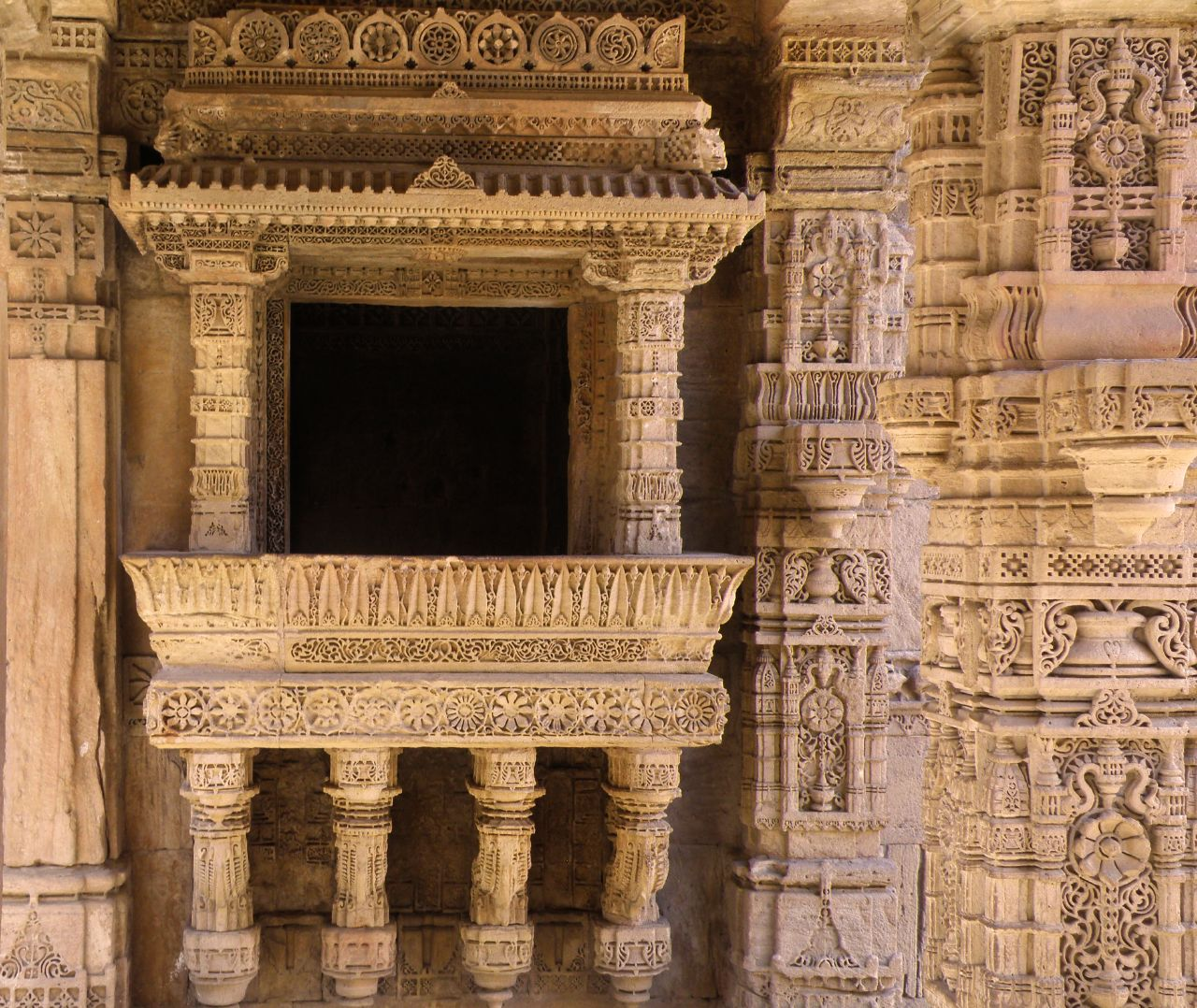
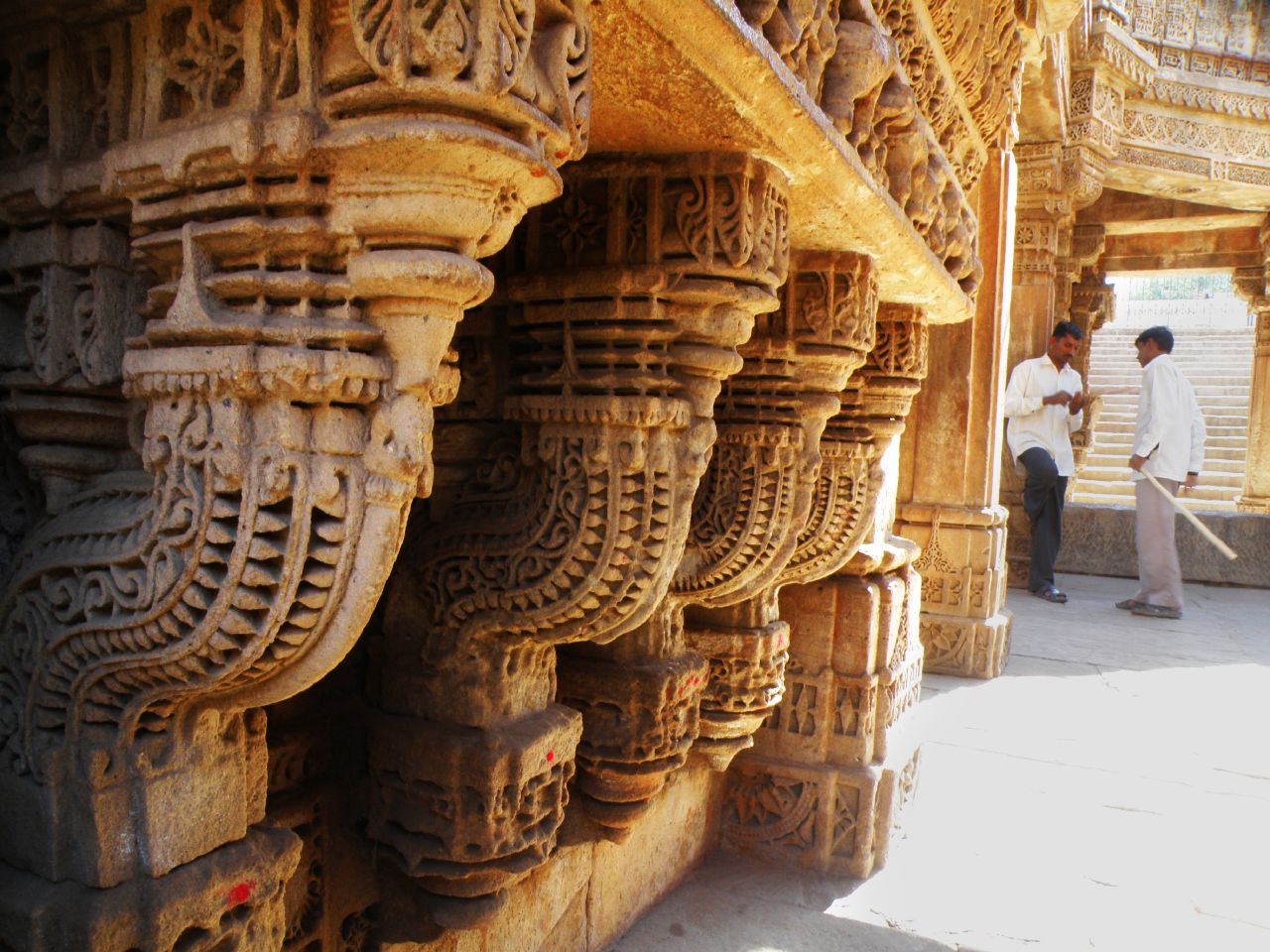
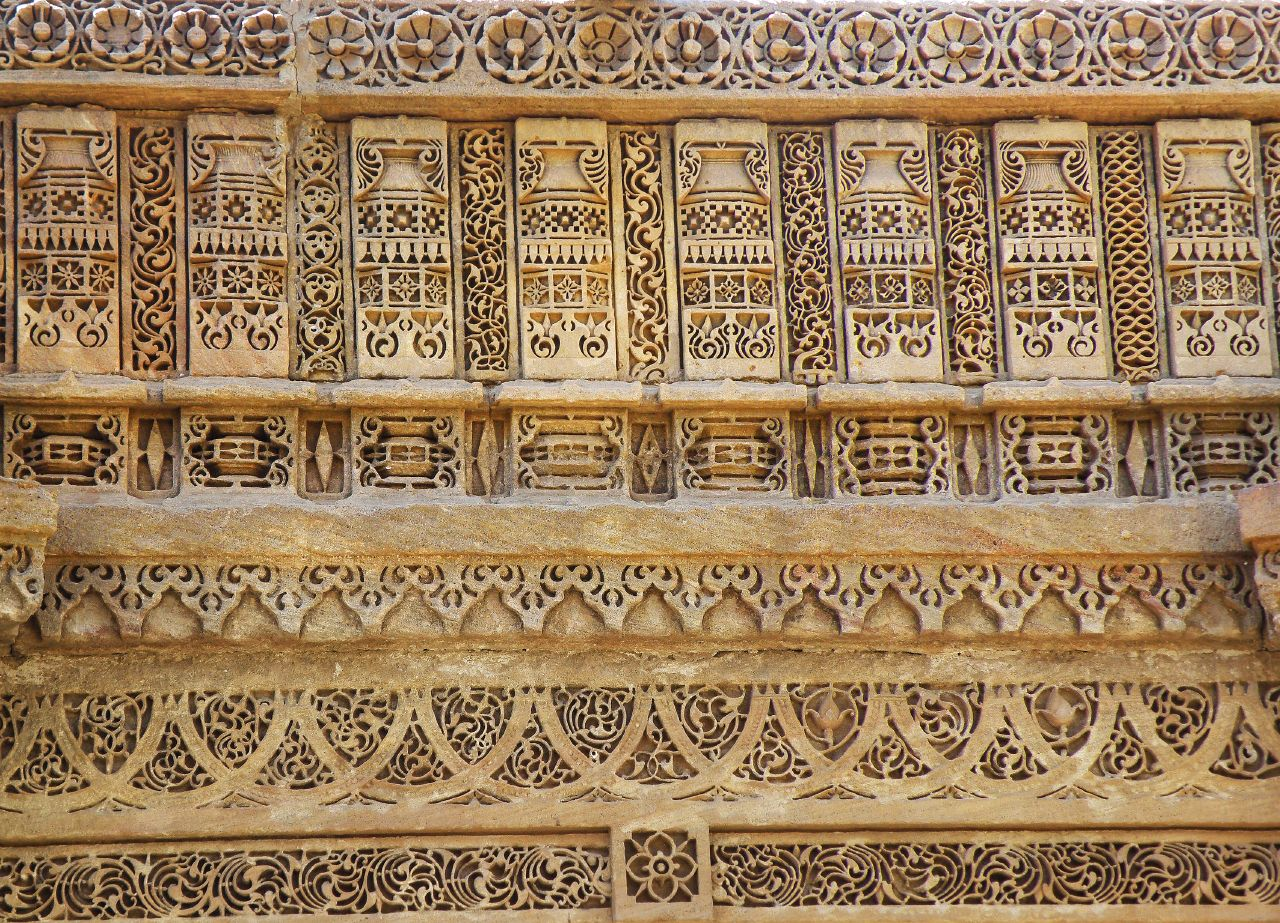
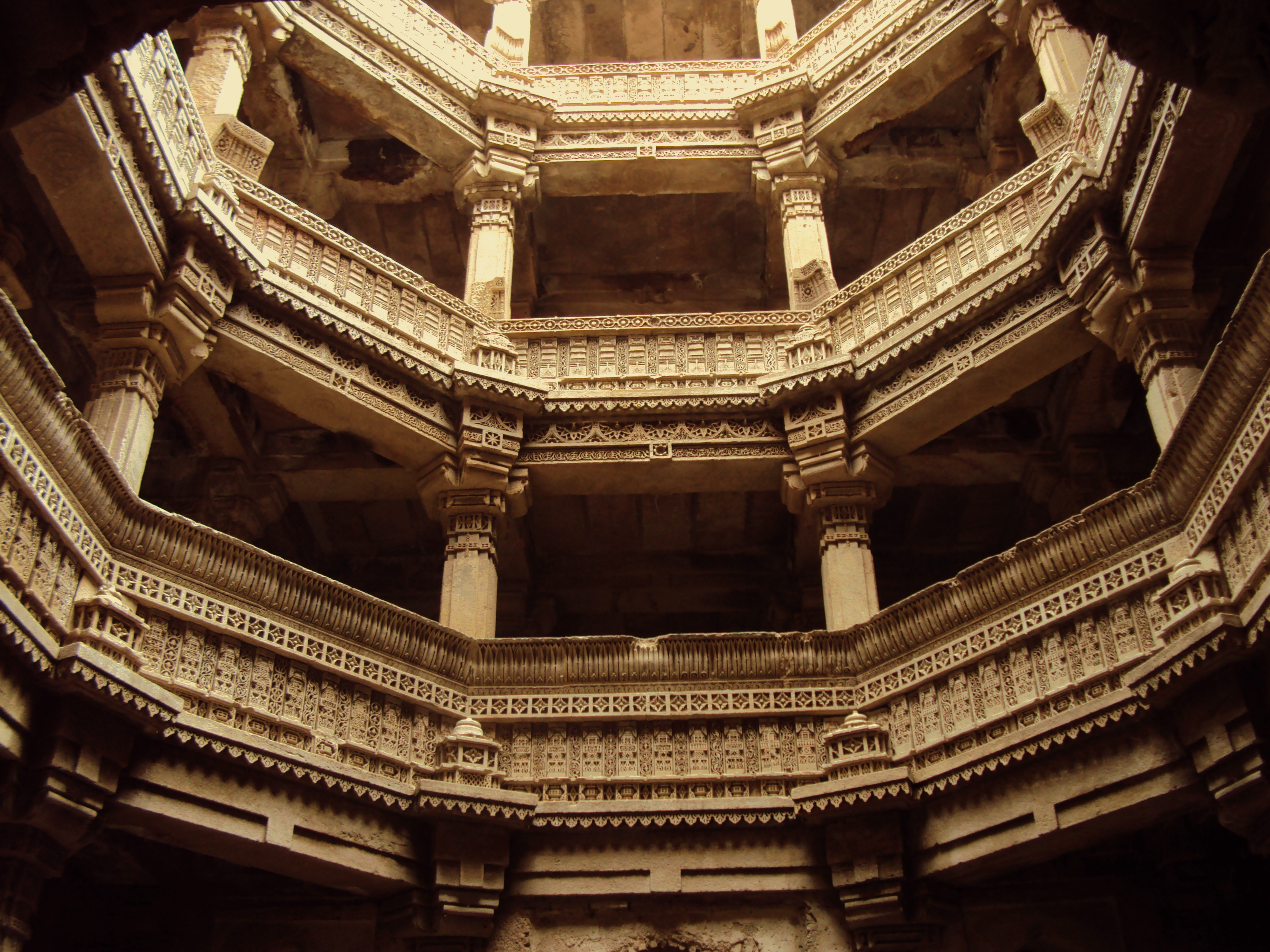